# Liste der Baudenkmäler im Bonner Ortsteil Limperich
Die folgende Liste enthält in der Denkmalliste ausgewiesene Baudenkmäler auf dem Gebiet des Bonner Ortsteils Limperich im Stadtbezirk Beuel.
Hinweis: Die Reihenfolge der Denkmäler in dieser Liste orientiert sich an den Straßennamen und ist alternativ nach Hausnummern, Denkmallistennummer oder Bezeichnung sortierbar.
Basis ist die offizielle Denkmalliste der Stadt Bonn (Stand: 15. Januar 2021), die von der Unteren Denkmalbehörde geführt wird. Grundlage für die Aufnahme in die Denkmalliste ist das Denkmalschutzgesetz Nordrhein-Westfalens.
| Bild               | Bezeichnung                                                                                            | Lage                                                | Beschreibung                                                                      | Bauzeit   | Eingetragen seit | Denkmal- nummer |
| ------------------ | --- | --------------------------------------------------- | --------------------------------------------------------------------------------- | --------- | ---------------- | --------------- |
| BW                 | Turmruine                                                                                              | Am Müllestomp / Wolkenburgweg (6) Karte             |                                                                                   |           |                  | A 1990          |
| BW                 | | Finkenbergstraße 14 Karte                           | Denkmalgeschützt: Keller                                                          |           |                  | A 4168          |
| Fachwerkhaushälfte | Fachwerkhaushälfte                                                                                     | Finkenbergstraße 20 Karte                           |                                                                                   |           |                  | A 3762          |
| BW                 | | Königswinterer Straße 198 Karte                     |                                                                                   |           |                  | A 1837          |
| weitere Bilder     | Saalgebäude                                                                                            | Königswinterer Straße 204 / Pützweg Karte           |                                                                                   |           |                  | A 3851          |
| weitere Bilder     | Ehemaliger Bahnhof Limperich                                                                           | Kreuzherrenstraße 29 Karte                          | Ehemaliges Bahnwärterhaus (erst ab 1927 mit Haltestelle) an der Siebengebirgsbahn | 1910–1911 | 1. April 1996    | A 3242          |
| weitere Bilder     | Katholische Pfarrkirche „Heilig Kreuz“ mit Sakristei, ehemaligem Pfarramt, Kreuzherrenkloster und Turm | Kreuzherrenstraße 55 Karte                          |                                                                                   | 1966–1968 |                  | A 3931          |
| weitere Bilder     | Bildstock Limperich                                                                                    | Kreuzherrenstraße (55) / Küdinghovener Straße Karte | Totenleuchte                                                                      | um 1500   |                  | A 2886          |
| weitere Bilder     | Ehemaliger Bahnhof Küdinghoven                                                                         | Küdinghovener Straße 18 / Talweg Karte              | Ehemaliges Empfangsgebäude an der Siebengebirgsbahn                               | 1910–1911 | 1. April 1996    | A 3244          |
| weitere Bilder     | Burgruine Limperich                                                                                    | Weinbergweg 34 Karte                                |                                                                                   |           | bis Januar 1991  | A 1052          |